# Famotidine
Famotidine, được bán dưới tên thương mại Pepcid và các nhãn khác, là một loại thuốc làm giảm sản xuất axit dạ dày. Nó được sử dụng để điều trị bệnh loét dạ dày, bệnh trào ngược dạ dày thực quản và hội chứng Zollinger-Ellison. Nó được đưa vào cơ thể bằng uống qua miệng hoặc tiêm tĩnh mạch. Nó bắt đầu có tác dụng trong vòng một giờ.
Các tác dụng phụ thường gặp bao gồm đau đầu, khó chịu ở ruột và chóng mặt. Tác dụng phụ nghiêm trọng có thể bao gồm viêm phổi và co giật. Sử dụng trong thai kỳ có vẻ an toàn nhưng chưa được nghiên cứu kỹ trong khi sử dụng trong thời gian cho con bú không được khuyến cáo. Nó là một chất đối kháng thụ thể histamine H2.
Famotidine được cấp bằng sáng chế vào năm 1979 và được đưa vào sử dụng y tế vào năm 1985. Nó có sẵn như là một loại thuốc gốc. Một tháng cung cấp thuốc này ở Vương quốc Anh tiêu tốn của NHS khoảng 30 ₤ vào năm 2019. Tại Hoa Kỳ, chi phí bán buôn của số thuốc này là khoảng 2 USD. Năm 2016, đây là loại thuốc được kê đơn nhiều thứ 125 tại Hoa Kỳ với hơn 5 triệu đơn thuốc.

## Sử dụng trong y tế
- Giảm chứng ợ nóng, khó tiêu axit và dạ dày chua
- Điều trị loét dạ dày và tá tràng
- Điều trị các bệnh lý quá mẫn tiêu hóa bệnh lý như hội chứng Zollinger-Ellison và nhiều u tuyến nội tiết
- Điều trị bệnh trào ngược dạ dày thực quản (GERD)
- Điều trị viêm thực quản
- Một phần của chế độ đa trị liệu để loại bỏ Helicobacter pylori, mặc dù omeprazole có thể hiệu quả hơn.[7][8][9][10][11][12]
- Phòng ngừa loét dạ dày do NSAID.[13][14]
- Trao cho bệnh nhân phẫu thuật trước khi phẫu thuật để giảm nguy cơ viêm phổi do hít.[15][16][17]

## Tác dụng phụ
Các tác dụng phụ phổ biến nhất liên quan đến việc sử dụng famotidine bao gồm đau đầu, chóng mặt và táo bón hoặc tiêu chảy.